# Miquel Pons

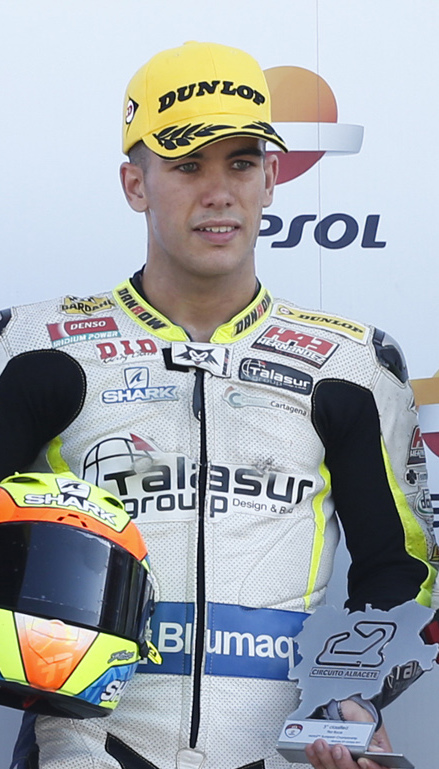
Miquel Pons

Miquel Pons Payeras (Palma, 1 augustus 1997) is een Spaans motorcoureur.

## Carrière
Pons begon zijn motorsportcarrière in 2006, toen hij kampioen werd in de minicross-klasse van zowel het Baleaarse als het Supermotard-kampioenschap. In 2007 en 2008 werd hij kampioen in de MX 65cc. In 2010 won hij de 125GP-klasse van het Baleaarse kampioenschap. In 2013 maakte hij de overstap naar het Spaans kampioenschap wegrace, waarin hij in de Stock 600-klasse kampioen werd. In 2014 stapte hij binnen dit kampioenschap over naar de Moto2-klasse, waarin hij op een Inmotec reed. Met 39 punten werd hij twaalfde in de eindstand. In 2015 bleef hij actief in deze klasse, waarin een negende plaats op het Autódromo Internacional do Algarve zijn beste klassering was. Met 29 punten zakte hij naar de veertiende plaats in het kampioenschap.
In 2016 keerde Pons terug in het Spaanse Stock 600-kampioenschap, waarin hij achter Augusto Fernández tweede werd in het klassement. In 2017 debuteerde hij in het wereldkampioenschap Supersport, waarin hij in de race op het Circuito Permanente de Jerez op een Kawasaki als wildcardcoureur deelnam en de race als twintigste finishte.
In 2018 werd Pons opnieuw tweede in deze klasse, ditmaal met slechts vier punten achterstand op Marc Alcoba. Dat jaar kerde hij ook terug in het Spaanse Moto2-kampioenschap. Op een Kalex was een vijfde plaats in de seizoensfinale op het Circuit Ricardo Tormo Valencia zijn beste klassering, waardoor hij met 80 punten negende werd in het klassement. Ook reed hij dat jaar als wildcardcoureur in het WK Supersport op een Kawasaki in de race op Portimão en eindigde de race als dertiende, waardoor hij drie kampioenschapspunten scoorde.
In 2019 werd Pons voor de derde keer tweede in de Spaanse Stock 600, ditmaal achter Óscar Gutiérrez. Tevens behaalde hij twee podiumfinishes in de Spaanse Moto2 op het Motorland Aragón en het Circuito de Albacete, waardoor hij met 96 punten zesde werd. Dat jaar keerde hij tevens terug als wildcardcoureur in het WK Supersport op een Yamaha in de race op Portimão, waarin hij tiende werd en zes kampioenschapspunten scoorde.
In 2020 debuteerde Pons in het Spaans kampioenschap superbike, waarin hij eerst op een Honda als vervanger optrad voor Jordi Torres op het Circuito de Navarra, waarin hij een podiumplaats behaalde. In de laatste vier raceweekenden reed hij op een Kawasaki, waarvoor hij op Valencia en Jerez nog twee podiumplaatsen behaalde. Met 123 punten werd hij zesde in de eindstand. Verder reed hij dat jaar in twee raceweekenden van het WK Supersport. Tijdens het weekend op Portimão nam hij deel als wildcardcoureur voor Yamaha en finishte hij de races als veertiende en negende. In het weekend op het Circuit de Barcelona-Catalunya reed hij op een Honda als vervanger van de geblesseerde Hikari Okubo en werd hij negende en zeventiende in de races. Met 16 punten eindigde hij op plaats 21 in het klassement.
In 2021 debuteert Pons in de MotoE-klasse van het wereldkampioenschap wegrace. Al in de derde race in Catalonië behaalde hij zijn eerste Grand Prix-overwinning. Tevens reed hij dat jaar in de Moto2-klasse in de Grand Prix van Portugal op een MV Agusta als eenmalige vervanger van de geblesseerde Simone Corsi en eindigde de race als negentiende.

## Statistieken

### Grand Prix

#### Per seizoen
| Seizoen | Klasse | Motor     | Team                     | Races | Winst | Podiums | Poles | SR | Ptn | Pos |
| ------- | ------ | --------- | ------------------------ | ----- | ----- | ------- | ----- | -- | --- | --- |
| 2021    | Moto2  | MV Agusta | MV Agusta Forward Racing | 1     | 0     | 0       | 0     | 0  | 0   | 36e |
| 2021    | MotoE  | Energica  | LCR E-Team               | 6     | 1     | 2       | 0     | 0  | 73  | 7e  |
| 2022    | MotoE  | Energica  | LCR E-Team               | 12    | 0     | 4       | 1     | 1  | 124 | 5e  |
| 2023    | MotoE  | Ducati    | LCR E-Team               | 16    | 0     | 0       | 0     | 0  | 98  | 12e |
| 2024    | MotoE  | Ducati    | Axxis-MSI                | 16    | 0     | 0       | 0     | 0  | 94  | 12e |
| Totaal  | Totaal | Totaal    | Totaal                   | 51    | 1     | 6       | 1     | 1  | 389 |     |

#### Per klasse
| Klasse | Seizoenen  | 1e GP         | 1e podium      | 1e winst       | Races | Winst | Podiums | Poles | SR | Ptn | Kampioen |
| ------ | ---------- | ------------- | -------------- | -------------- | ----- | ----- | ------- | ----- | -- | --- | -------- |
| Moto2  | 2021       | Portugal 2021 |                |                | 1     | 0     | 0       | 0     | 0  | 0   | 0        |
| MotoE  | 2021-heden | Spanje 2021   | Catalonië 2021 | Catalonië 2021 | 50    | 1     | 6       | 1     | 1  | 389 | 0        |
| Totaal | 2021-heden | 2021-heden    | 2021-heden     | 2021-heden     | 51    | 1     | 6       | 1     | 1  | 389 | 0        |

#### Races per jaar
(vetgedrukt betekent pole positie; cursief betekent snelste ronde)
| Jaar | Klasse | Motor     | 1        | 2       | 3       | 4       | 5      | 6       | 7       | 8        | 9      | 10       | 11       | 12     | 13       | 14       | 15      | 16      | 17  | 18  | Pos | Ptn |
| ---- | ------ | --------- | -------- | ------- | ------- | ------- | ------ | ------- | ------- | -------- | ------ | -------- | -------- | ------ | -------- | -------- | ------- | ------- | --- | --- | --- | --- |
| 2021 | Moto2  | MV Agusta | QAT      | DOH     | POR 19  | SPA     | FRA    | ITA     | CAT     | DUI      | NED    | STI      | OOS      | GBR    | ARA      | SMR      | AME     | EMI     | ALG | VAL | 36  | 0   |
| 2021 | MotoE  | Energica  | SPA 5    | FRA DNS | CAT 1   | NED 10  | OOS 12 | SMR1 5  | SMR2 3  |          |        |          |          |        |          |          |         |         |     |     | 7   | 73  |
| 2022 | MotoE  | Energica  | SPA1 8   | SPA2 2  | FRA1 6  | FRA2 10 | ITA1 7 | ITA2 3  | NED1 6  | NED2 DNF | OOS1 3 | OOS2 2   | SMR1 DNF | SMR2 7 |          |          |         |         |     |     | 5   | 124 |
| 2023 | MotoE  | Ducati    | FRA1 DNF | FRA2 12 | ITA1 10 | ITA2 15 | DUI1 8 | DUI2 11 | NED1 11 | NED2 5   | GBR1 7 | GBR2 DNF | OOS1 6   | OOS2 4 | CAT1 8   | CAT2 6   | SMR1 15 | SMR2 9  |     |     | 12  | 98  |
| 2024 | MotoE  | Ducati    | POR1 DNF | POR2 11 | FRA1 15 | FRA2 7  | CAT1 9 | CAT2 9  | ITA1 9  | ITA2 11  | NED1 4 | NED2 6   | DUI1 6   | DUI2 7 | OOS1 DNF | OOS2 DNF | SMR1 11 | SMR2 10 |     |     | 12  | 94  |